# Tetraena
Genre
Tetraena est un genre de plantes de la famille des Zygophyllaceae.

## Synonymes
- Petrusia Baill.

Certaines espèces étaient anciennement rattachées au genre Zygophyllum.

## Liste des espèces
- Tetraena alba (L.f.) Beier & Thulin
- Tetraena fontanesii (Webb & Berthel.) Beier & Thulin
- Tetraena gaetula (Emb. & Maire) Beier & Thulin
- Tetraena madagascariensis (Baill.) Beier & Thulin
- Tetraena madecassa (H. Perrier) Beier & Thulin
- Tetraena mongolica Maxim.
- Tetraena prismatocarpa (Sond.) Beier & Thulin
- Tetraena retrofracta (Thunb.) Beier & Thulin
- Tetraena rigida (Schinz) Beier & Thulin
- Tetraena simplex (L.) Beier & Thulin
- Tetraena stapfii (Schinz) Beier & Thulin